# Cedar Hill Lakes
Cedar Hill Lakes és una població dels Estats Units a l'estat de Missouri. Segons el cens del 2000 tenia 229 habitants.

## Demografia
Segons el cens del 2000, Cedar Hill Lakes tenia 229 habitants, 82 habitatges, i 61 famílies. La densitat de població era de 353,7 habitants per km².
Dels 82 habitatges en un 36,6% hi vivien nens de menys de 18 anys, en un 58,5% hi vivien parelles casades, en un 9,8% dones solteres, i en un 25,6% no eren unitats familiars. En el 20,7% dels habitatges hi vivien persones soles el 3,7% de les quals corresponia a persones de 65 anys o més que vivien soles. El nombre mitjà de persones vivint en cada habitatge era de 2,79 i el nombre mitjà de persones que vivien en cada família era de 3,33.
Per edats la població es repartia de la següent manera: un 30,1% tenia menys de 18 anys, un 7% entre 18 i 24, un 32,3% entre 25 i 44, un 23,1% de 45 a 60 i un 7,4% 65 anys o més.
L'edat mediana era de 37 anys. Per cada 100 dones de 18 o més anys hi havia 102,5 homes.
La renda mediana per habitatge era de 54.375 $ i la renda mediana per família de 58.750 $. Els homes tenien una renda mediana de 36.964 $ mentre que les dones 30.000 $. La renda per capita de la població era de 20.222 $. Entorn del 3,7% de les famílies i el 5,6% de la població estaven per davall del llindar de pobresa.

## Poblacions més properes
El següent diagrama mostra les poblacions més properes.